# Wu Ying
Pour les articles homonymes, voir Wu.
Dans ce nom, le nom de famille, Wu, précède le nom personnel.
Wu Ying en chinois 吴英 (née le 20 mai 1981 à Dongyang), est une femme d'affaires chinoise.

## Biographie
En 2003, Wu Ying ouvre un salon de beauté dans sa ville natale de Dongyang, avant de se diversifier dans les domaines du mobilier et du divertissement. En 2006, elle est désignée comme la sixième femme la plus riche de Chine. La même année, n'arrivant pas à rembourser ses dettes auprès des usuriers, Wu Ying est enlevée puis menacée de mort. 
En mars 2007, elle est arrêtée par la police chinoise, qui l'accuse d'avoir détourné 770 millions de yuans (92 millions d'euros). Fin 2009, Wu Ying est condamnée à la peine de mort par le tribunal de Jinhua, pour « fraude financière ». Son procès se déroula à huis clos et l'accusée n'eut pas le droit d'être représentée par un avocat.
Selon de nombreux citoyens chinois, Wu Ying aurait été condamnée à mort dans le but de la faire taire. Durant sa détention, elle a dénoncé une centaine des membres du gouvernement local de lui avoir prêté des fonds publics détournés.
Sa peine de mort a été commuée en prison à vie à la suite de la mobilisation de la communauté des internautes chinois et d'entrepreneurs récemment enrichis.